# Битва при Стамфорд-Бридже
Битва при Стамфорд-Бридже (др.-англ. Stængfordesbrycge; англ. Stamford Bridge) — последнее сражение двухсотлетней истории вторжений скандинавских викингов в Англию. В битве при Стамфорд-Бридже, состоявшейся 25 сентября 1066 года, войска норвежского короля Харальда Сурового были наголову разбиты англосаксонской армией короля Гарольда Годвинсона. Харальд был убит, а попытка норвежского завоевания Англии завершилась полным провалом.

## Военные действия перед сражением
Норвежское вторжение в Англию началось в середине сентября 1066 года, когда в небольшой реке Уз, не доплывая 16 км на север к Йорку, бросил якорь флот Харальда Сурового, насчитывающий более 300 кораблей, а с кораблями союзника норвежцев — эрла Тостига, опального брата английского короля Гарольда, соединённый флот насчитывал около 450 кораблей. Сведения о количестве кораблей сильно разнятся в разных источниках, по Англосаксонской хронике Тостиг имел не более 60 кораблей. Король Норвегии претендовал на английский престол на основании договора 1038 года, заключённого между его предшественником и Хардекнудом, королём Англии и Дании. Вторжение началось с земель Нортумбрии в северо-восточной Англии, где немногим более 100 лет до того правили датские викинги.
Когда после смерти Эдуарда Исповедника в январе 1066 года на английский престол был избран Гарольд Годвинсон, чьи права на корону не были бесспорными, Харальд Суровый собрал армию и отплыл завоёвывать Англию. Король Гарольд сосредоточил практически все свои силы в южной части страны, стремясь предотвратить высадку другого претендента на престол — Вильгельма, герцога Нормандии. В результате норвежцам противостояло лишь ополчение североанглийских графств под командованием эрлов Моркара и Эдвина, которое было разгромлено в битве при Фулфорде 20 сентября 1066 года (в 3 км к югу от Йорка).
Победа при Фулфорде открыла перед Харальдом Суровым Йорк, жители которого заключили мир с норвежцами и предоставили им продовольствие и заложников. Более того, часть нортумбрийских тэнов (англосаксонский аналог дворян) присоединилась к норвежской армии. В лёгкости, с которой жители Йоркшира признали власть короля Норвегии, прослеживается традиционная неприязнь североанглийской знати к семье Годвина и королю Гарольду II как представителям победившего королевства (Йорк был столицей Нортумбрии, присоединённой в X веке к Уэссексу, вотчине Годвинов). Харальд не стал занимать город, а прошёл с флотом по реке Уарф, где бросил якорь в 14 км к юго-западу от Йорка рядом с местечком Тадкастер.
Чтобы обеспечить верность новых североанглийских союзников, король Норвегии потребовал от нортумбрийских тэнов предоставить заложников. По норвежской хронике Снорри Стурлусона (начало XIII века) король Харальд переночевал на кораблях, а утром 25 сентября двинулся принимать заложников, причём треть своих сил он оставил на кораблях. День выдался жарким, так что воины предпочли не надевать доспехов, а взяли с собой «щиты, шлемы и пики, и мечи на перевязях, и многие имели также луки и стрелы».
В ожидании заложников норвежцы расположились в 13 км к востоку от Йорка, у переправы через реку Дервент, известную как Стамфорд-Бридж (букв. Стамфордский мост).

## Ход сражения

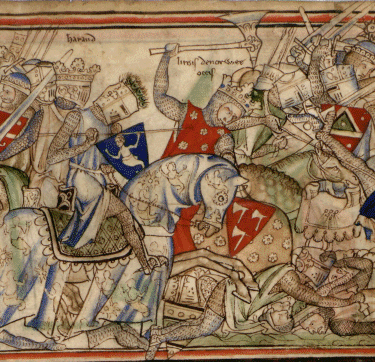
Битва при Стамфорд-Бридже. Англо-нормандский манускрипт 13-го века

Тем временем с юга быстрым маршем продвигалась армия английского короля Гарольда. Уже 24 сентября она была в Тадкастере (где недалеко стоял флот викингов), а утром 25 сентября, беспрепятственно пройдя через Йорк, столкнулась с норвежцами у Стамфорд-Бриджа. Встреча оказалась неприятным сюрпризом для Харальда. Послав гонцов с призывом о помощи на корабли, он быстро построил своих воинов. 

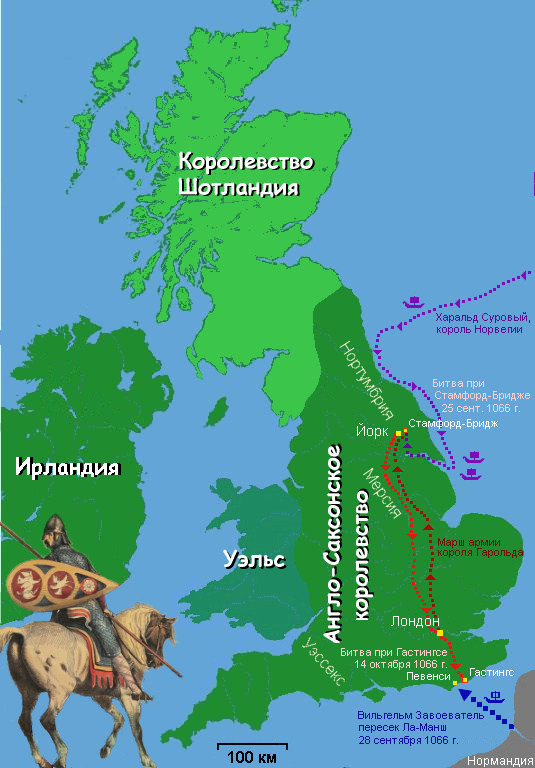
Стамфорд-Бридж на карте Англии начала XI века

Снорри Стурлусон оставил описание манёвров викингов. Король Харальд приказал выкинуть флаг, примерно означавший «опасность на суше». Викинги построились длинным строем, затем оба фланга строя оттянули назад и сомкнули, образовав таким образом кольцо с равной плотностью воинов повсюду. В центре кольцевого строя находился сам король со свитой и телохранителями, рядом с ними лучники. Воинам первого ряда был дан приказ упереть копья в землю и направить наконечники на уровень груди всадников, воинам второго ряда нацелить наконечники в грудь лошадям.
По одной из версий сражения, позиции скандинавов располагались на противоположном берегу Дервента; мост через реку остался не охраняем, чем воспользовались англосаксы. Несмотря на героическую оборону моста одним единственным норвежским викингом, чей подвиг зафиксирован в Англосаксонской хронике, англичане овладели переправой, но, видимо, задержка дала время Харальду построить войско в боевой порядок. История об этом викинге была вписана рукой в Манускрипт D Англосаксонской хроники в XII веке и позже приобрела такие детали, что викинг будто бы убил 40 англичан своим топором, сдерживая всю англосаксонскую армию до 3 часов дня, пока его не закололи пикой с лодки из-под моста. Однако поэт викингов Снорри Стурлусон не упоминает об этом подвиге, приводя множество других деталей битвы. Если исключить историю с викингом, то ход боя становится понятным.
От армии англичан отделилась группа в 20 рыцарей, которые подскакали к строю норвежцев и предложили от имени короля Гарольда треть английского королевства в совместное правление графу Тостигу. Тостиг спросил, что достанется королю Харальду. Последовал ответ, что Гарольд предоставит ему «семь футов английской земли, или больше, если он выше, чем другие люди».
Битва началась. Англосаксы кружили вокруг строя викингов, не в силах преодолеть стену щитов и копий. Когда, однако, англичанам удалось пробить брешь в стене, там завязалась жестокая сеча, и король Харальд поспешил в гущу сражения. Там он был убит стрелой в горло. Командование викингами взял на себя граф Тостиг. Возник перерыв в сражении, английский король предложил мир Тостигу и пощаду викингам, которую те с негодованием отвергли. В возобновившемся бою эрл Тостиг был убит.

В этот момент подоспело подкрепление с кораблей во главе с викингом Эйстейном Тетеревом, вновь закипела ожесточённая схватка. Вот как о ней пишет Снорри Стурлусон:
Эйстейн и его люди так быстро спешили с кораблей, что были до предела вымотаны и едва ли способны к бою; но скоро их охватила такая ярость, что они перестали прикрываться щитами, пока способны были стоять на ногах. Напоследок они сбросили кольчуги, и англичане смогли с легкостью наносить им удары; и многие пали от утомления, умерев без единой раны. Таким образом погибли почти все главные люди среди норвежцев.
С наступлением вечера лишь немногим викингам удалось вырваться с поля боя. При известии о смерти Харальда корабли отплыли от берега, так что некоторые воины утонули, пытаясь добраться до кораблей. Олаф, сын Харальда, и ярл Оркнейских островов Паль Торфиннссон, защищавшие суда, договорились с Гарольдом об эвакуации норвежцев по реке в море. Они отплыли в Норвегию всего на 24 кораблях (столько разрешили взять англичане), принеся клятву никогда более не нападать на Англию.

## Значение битвы при Стамфорд-Бридже

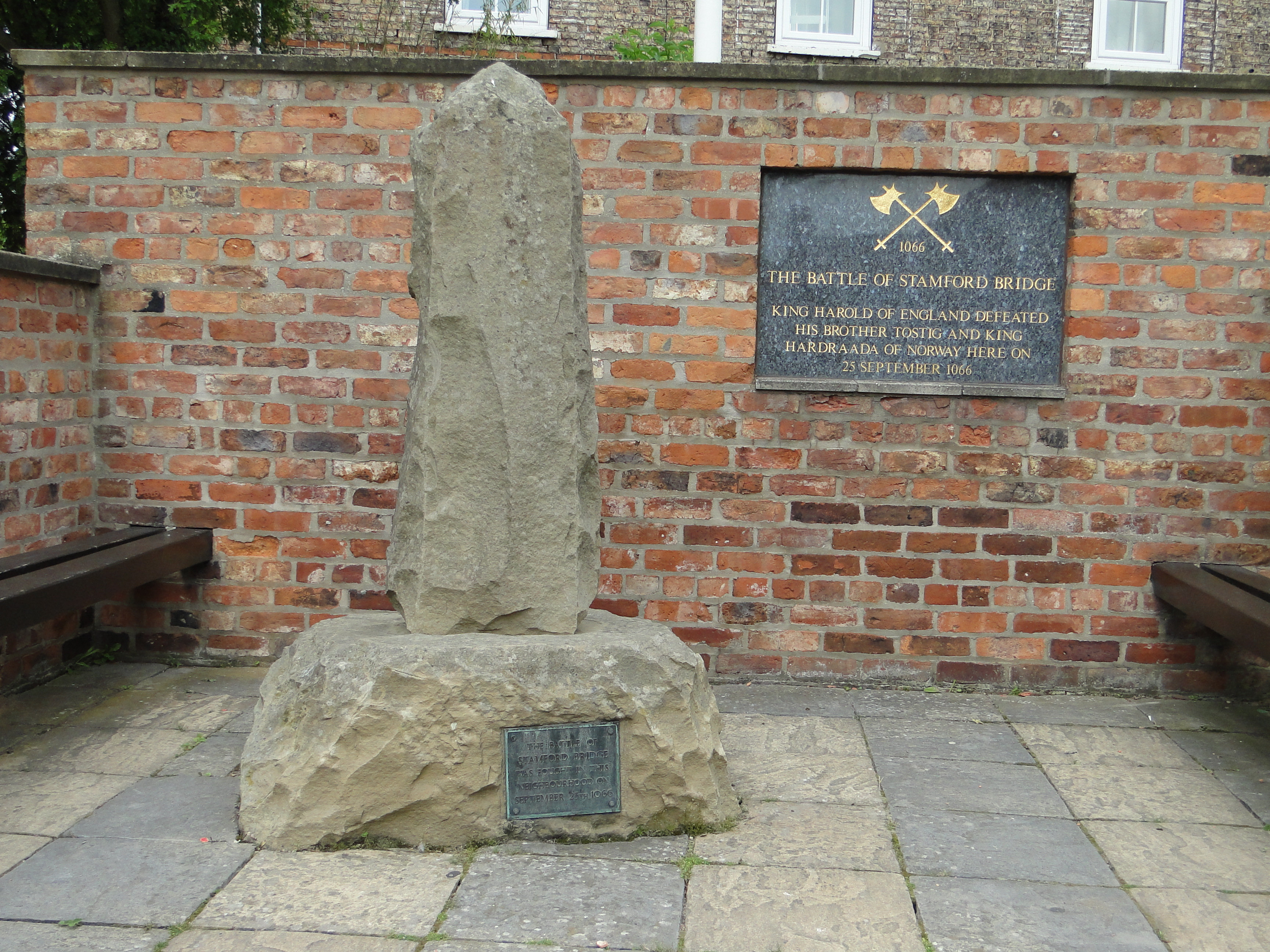
Монумент и мемориальная доска на месте битвы при Стамфорд-Бридже

Сражение при Стамфорд-Бридже завершило более чем двухсотлетнюю историю набегов скандинавов на Англию безусловной победой короля Гарольда. Попытка норвежского завоевания страны провалилась. Англосаксонское государство смогло отстоять свою независимость. Однако тяжёлые потери в битве, а также большая удалённость места сражения от юго-восточной Англии, где спустя три недели после Стамфорд-Бриджа началось нормандское вторжение, крайне негативно сказались на готовности страны к отражению новой угрозы. Это стало одной из причин поражения и гибели короля Гарольда в битве при Гастингсе 14 октября 1066 года, что повлекло за собой нормандское завоевание Англии.
О событиях 1066 года напоминают памятные камни в деревне Стамфорд-Бридж и на поле сражения. Кроме того, им посвящена баллада графа А. К. Толстого «Три побоища», написанная в 1869 году.